# 赤柱村道

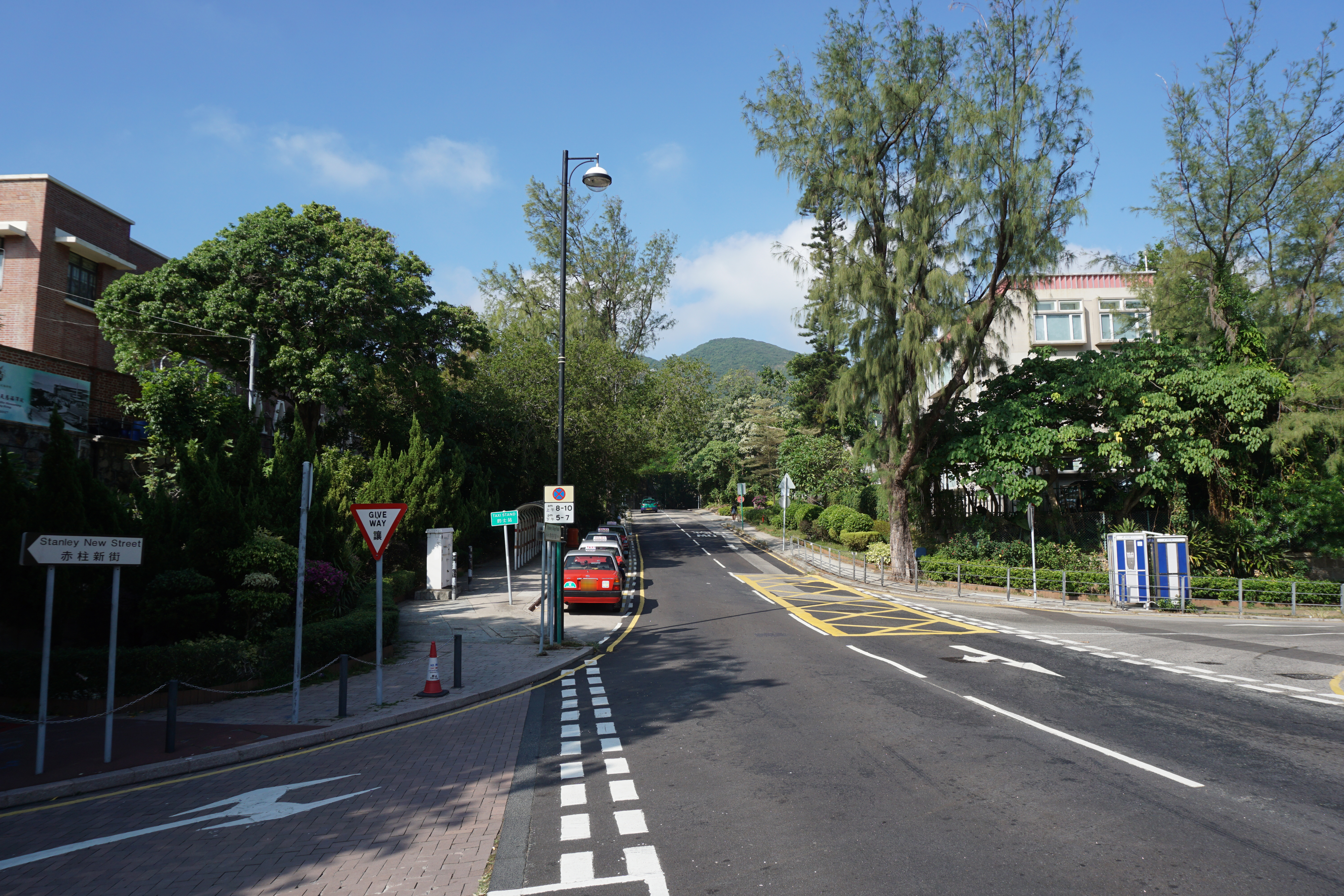
赤柱村道

赤柱村道（英語：Stanley Village Road），是香港島區赤柱的行車主幹線，所有對區外的巴士及小巴也經此街道。赤柱村道北起自赤柱峽道往淺水灣、黃竹坑、鴨脷洲和香港仔方向與大潭道往筲箕灣、太古及東區海底隧道的交通交匯處，南至八間屋，與黃麻角道及東頭灣道交匯點止。

## 特色
赤柱村道南北走向，如長蛇形，是都市化蓋石屎的微斜山坡路，雙線雙向行車，沿途有不少豪宅屋苑、巴士總站、店舖等。 赤柱村道顧名思義是以未重建前的原住民村落赤柱村命名的。

## 鄰近
- 八間屋
- 赤柱市集
- 赤柱正灘

## 交匯道路
- 赤柱峽道
- 大潭道
- 赤柱灘道
- 赤柱崗道
- 佳美道
- 赤柱灘道
- 赤柱新街
- 黃麻角道
- 東頭灣道

## 外部連結
- 蘋果日報主題故事：赤柱八屋 []
- 東方日報:「八間屋」客家式遺產 （页面存档备份，存于）
- 太陽報:赤柱村道之歐陸閒情 （页面存档备份，存于）
- 蘋果日報:赤柱洋人居民為了交通暢順使區內多層停車場工程延誤達10多年 （页面存档备份，存于）